# 劳多什詹
劳多什詹，是匈牙利包尔绍德-奥包乌伊-曾普伦州所辖的一个村。总面积8.10平方公里，总人口622，人口密度76.8人/平方公里（2011年1月1日）。